# Tango (provincia)

Mappa delle province giapponesi con evidenziata la provincia di Tango

Tango, propriamente Tango no Kuni (丹後国?), fu una provincia del Giappone, nell'area che è ora la parte settentrionale della prefettura di Kyoto, di fronte al mare del Giappone. Tango confinava con le province di Tajima, Tamba e Wakasa.
In periodi diversi sia Maizuru che Miyazu furono le capitali della provincia di Tango.